# Marsha Mason
Marsha Mason (Saint Louis, Missouri, 3 d'abril de 1942) és una actriu i directora de televisió estatunidenca guanyadora de quatre nominacions a l'Oscar com a millor actriu el 1974, 1977, 1979 i 1981, dues vegades premiada amb el Globus d'Or i guanyadora del Premi Emmy.

## Biografia
Filla d'Edward Marion Mason, Jr., i Catharine Kentwood-Mason, va créixer amb la seva germana menor Linda (1943) a Elmont Lane, Crestwood, Missouri, graduant-se a la Universitat de Webster. Va estudiar a Nova York en lHB Studio de Uta Hagen i Herbert Bergdorf.
Foguejada en la companyia de teatre de repertori American Conservatory Theatre de San Francisco dirigida per Bill Ball on va interpretar Hedda Gabler, Cyrano de Bergerac, Casa de nines, El mercader de Venècia i Les bruixes de Salem entre d'altres. A Nova York va debutar el 1965 amb  Cactus Flower  i El parc dels cérvols de Norman Mailer. El 1972 debuta en el cinema amb Blume in Love de Paul Mazursky al costat de George Segal. El 1973, l'autor Neil Simon la va triar per a la posada en escena a Broadway de la seva peça The Good Doctor. Un any després es casaven i ella protagonitzava al costat de James Caan la pel·lícula  Cinderella Liberty  que li va suposar la seva primera nominació a l'Oscar i seu primer Globus d'Or. La parella es va traslladar a Hollywood.
El 1977, va rebre el Globus d'Or a la millor actriu musical o còmica, una nominació al Premi BAFTA i la segona nominació a l'Oscar per  La noia de l'adeu, de Neil Simon. El 1979 va ser Jennie MacLaine en l'adaptació cinematogràfica de la peça de Simon  Capítol dos , basada en la relació d'ambdós que li va merèixer la seva tercera nominació com a millor actriu.
El 1981, Mason va protagonitzar Only When I Laugh,
adaptació de la peça de Simon, The Gingerbread Lady (originalment escrita per a teatre per Maureen Stapleton) conquerint una quarta nominació. A l'any següent amb  Max Dugan Returns , va trobar el seu primer fracàs malgrat estar acompanyada per Donald Sutherland, Jason Robards i Matthew Broderick.
Aleshores, el 1983, Simon i Mason es van divorciar i la seva carrera fílmica va decaure ràpidament malgrat rodar amb Clint Eastwood el 1986  Heartbreak Ridge  i dirigir per a televisió el 1987,  Little Miss Perfect.
El 1996 va protagonitzar  La nit de la iguana  a Londres reunida amb Richard Dreyfuss per a 'El presoner de la Segona Avinguda de Neil Simon en el Royal Haymarket Theatre.
El 2001, va encarnar Ethel Gumm, la mare de Judy Garland a la pel·lícula per a TV Life With Judy Garland: Me And My Shadows  amb Judy Davis i l'agost de 2005 va reaparèixer a Broadway amb  Steel Magnolias , al costat de Delta Burke, Frances Sternhagen, Rebecca Gayheart, Lily Rabe i Christine Ebersole.
Altres aparicions en televisió inclouen Seinfeld,  Lipstick Jungle , Army Wives' i Frasier que li va suposar el Premi Emmy el 1997.
El 2006 va ser Hècuba d'Eurípides al  Chicago Shakespeare Theatre i va treballar a Impressions  de Michael Jacob amb Jeremy Irons i Joan Allen.
El 1993 es va establir a Santa Fe (Nou Mèxic)
on va dirigir El jardí dels cirerers i va fundar a Abiquiú, Nou Mèxic - paratge on va viure l'artista Georgia O'Keefe - un establiment d'agricultura ecològica per a herbes medicinals basat en la teoria de l'agricultura biodinàmica de Rudolf Steiner anomenat Resting In The River
en el veïnat on resideix Shirley MacLaine qui va suggerir el lloc per a la granja
Practicant de la meditació Siddha Yoga de Swami Muktananda,
l'any 2000 va publicar les seves memòries:  Journey: A Personal Odissey 
És àvida corredora de carreres de cotxes, va finalitzar segona el 1993 en la seva divisió conduint un Mazda RX-7.
Prèviament al seu matrimoni amb Neil Simon, va estar casada amb Gary Campbell entre 1965-70.
En les seves primeres aparicions també figura com 'Marcia Mason'.
Ha rebut el premi a la trajectòria a la seva ciutat natal en el Festival Internacional de Saint Louis 2002 i en el 2001 en el Festival de Cinema de Temecula Valley a Temecula (Califòrnia).

## Filmografia
Cinema
- 1973: Cinderella Liberty de Mark Rydell
- 1977: Les dues vides d'Audrey Rose (Audrey Rose) de Robert Wise
- 1977: La noia de l'adéu (The Goodbye Girl) de Herbert Ross
- 1978: The Cheap Detective de Robert Moore
- 1979: Chapter Two de Robert Moore
- 1981: Només quan ric de Glenn Jordan
- 1983: Le Retour de Max Dugan de Herbert Ross
- 1986: El sergent de ferro (Heartbreak Ridge) de Clint Eastwood
- 1989: Stella de John Erman
- 1989: Dinner at Eight de Ron Lagomarsino
- 1990: Trapped in Silence de Michael Tuchner
- 1990: The Image de Peter Werner
- 1991: Drop Dead Fred d'Ate De Jong
- 1995: Nick of Time de John Badham
- 1996: 2 Days in the Valley de John Herzfeld
- 2004: Bodes i prejudicis (Bride and Prejudice)
- 2004: Bereft
- 2013: Across Grace Alley

Televisió
- 2001: Life with Judy Garland: Me and My Shadows de Robert Allan Ackerman
- 2009 - present: The Middle (sèrie): Pat Spence

## Premis i nominacions[calcitació]

### Premis
- 1974. Globus d'Or a la millor actriu dramàtica per Cinderella Liberty
- 1978. Globus d'Or a la millor actriu musical o còmica per La noia de l'adéu

### Nominacions
- 1974. Oscar a la millor actriu per Cinderella Liberty
- 1978. Oscar a la millor actriu per La noia de l'adéu
- 1979. BAFTA a la millor actriu per La noia de l'adéu
- 1980. Oscar a la millor actriu per Chapter Two
- 1980. Globus d'Or a la millor actriu musical o còmica per Chapter Two
- 1980. Globus d'Or a la millor actriu dramàtica per Promises in the Dark
- 1982. Oscar a la millor actriu per Only When I Laugh
- 1997. Primetime Emmy a la millor actriu convidada en sèrie còmica per Frasier